# مدی هینچ
مدی هینچ (انگلیسی: Maddie Hinch؛ زادهٔ ۸ اکتبر ۱۹۸۸) بازیکن هاکی روی چمن اهل انگلستان است که در مسابقات کشوری و بین‌المللی در مجموع برندهٔ ۲ مدال طلا، ۱ مدال نقره، ۲ مدال برنز شده‌است.

## حرفه باشگاهی
در 2021-22 او هاکی باشگاهی را در هوفکلسی هلند برای باشگاه تیلبورگ انجام داد.
هینچ همچنین هاکی باشگاهی را برای باشگاه‌های هلندیاس سی اچ سی، اگزموت، لستر و هولکامب بازی کرده است.